# A Lyga 2015
La A Lyga 2015 (conocida por motivos de patrocinio como SMScredit.lt A Lyga), fue la 26.ª temporada de la Primera División de Lituania. La temporada comenzó el 28 de febrero de 2015 y terminó el 28 de noviembre de 2015. El club campeón fue el Žalgiris que consiguió su 6° título de liga y el tercero de manera consecutiva.

## Sistema de competición
Los 10 equipos participantes jugaron entre sí todos contra todos cuatro veces totalizando 36 partidos cada uno; al término de la jornada 36 el primer clasificado obtuvo un cupo para la primera ronda de la Liga de Campeones 2016-17, mientras que el segundo y tercer clasificado obtuvieron un cupo para la primera ronda de la Liga Europea 2016-17; por otro lado los dos últimos clasificados descendieron a la 1 Lyga 2016.
Un tercer cupo para la primera ronda de la Liga Europea 2016-17 fue asignado al campeón de la Copa de Lituania.

## Ascensos y descensos
Los clubes ascendidos de la Segunda División 2014 fueron 3 en total.
| Pos. | Descendidos de la A Lyga 2014 |
| ---- | ----------------------------- |
| 6°   | Ekranas                       |
| 9°   | Banga                         |
| 10°  | Dainava                       |

| Pos. | Ascendidos de la 1 Lyga 2014 |
| ---- | ---------------------------- |
| 1°   | Stumbras                     |
| 2°   | Utenis                       |
| 5°   | Spyris                       |

## Equipos participantes
| Club      | Ciudad         | Estadio                        | Capacidad |
| --------- | -------------- | ------------------------------ | --------- |
| Atlantas  | Klaipėda       | Klaipėdos centrinis stadionas  | 5.000     |
| Klaipėdos | Klaipėda       | Klaipėdos centrinis stadionas  | 5.000     |
| Kruoja    | Pakruojis      | Pakruojo miesto stadionas      | 2.000     |
| Šiauliai  | Šiauliai       | Savivaldybė Stadium            | 4.000     |
| Spyris    | Kaunas         | Estadio S. Darius y S. Girėnas | 9.180     |
| Sūduva    | Marijampolė    | ARVI Arena                     | 6.250     |
| Stumbras  | Kaunas         | Estadio S. Darius y S. Girėnas | 9.180     |
| Trakai    | Vilnius/Trakai | LFF Stadium                    | 5.500     |
| Utenis    | Utena          | Utenio stadionas               | 3.000     |
| Žalgiris  | Vilnius        | LFF Stadium                    | 5.500     |

## Clasificación
| Pos. | Equipo                 | Pts. | PJ | G  | E | P  | GF  | GC | Dif. | Clasificación 2016-17                 |
| ---- | ---------------------- | ---- | -- | -- | - | -- | --- | -- | ---- | ------------------------------------- |
| 1    | Žalgiris (C)           | 94   | 36 | 31 | 1 | 4  | 104 | 25 | +79  | Primera ronda de la Liga de Campeones |
| 2    | Trakai                 | 84   | 36 | 27 | 3 | 6  | 92  | 33 | +59  | Primera ronda de la Liga Europa       |
| 3    | Atlantas               | 70   | 36 | 21 | 7 | 8  | 65  | 34 | +31  | Primera ronda de la Liga Europa       |
| 4    | Sūduva                 | 67   | 36 | 21 | 4 | 11 | 76  | 34 | +42  | Primera ronda de la Liga Europa       |
| 5    | Spyris                 | 45   | 36 | 13 | 6 | 17 | 47  | 74 | −27  |                                       |
| 6    | Utenis                 | 42   | 36 | 11 | 9 | 16 | 41  | 50 | −9   |                                       |
| 7    | Stumbras               | 41   | 36 | 11 | 8 | 17 | 51  | 74 | −23  |                                       |
| 8    | Klaipėdos Granitas (D) | 27   | 36 | 6  | 9 | 21 | 37  | 83 | −46  | Descalificado                         |
| 9    | Šiaulių                | 20   | 36 | 5  | 5 | 26 | 37  | 94 | −57  | Descenso a la I Lyga 2016             |
| 10   | Kruoja (D)             | 20   | 36 | 4  | 8 | 24 | 23  | 72 | −49  | Retiro                                |

Actualizado a los partidos jugados el 23 de septiembre de 2015.
 Fuente: Soccerway
Notas:
1. ↑  Tras ganar la Copa de Lituania, el Žalgiris  obtiene una plaza para participar en la Liga Europa 2016-17, pero al estar clasificado a través de su posición de liga para disputar la Liga de Campeones, la plaza recae sobre el cuarto clasificado.
2. ↑  El El 29 de octubre de 2015 el Klaipėdos Granitas fue descalificado del torneo después de incumplir con la normativa. Los partidos jugados hasta la fecha se mantuvieron, y los partidos restantes fueron dados como derrotas por 0-3.
3. ↑  .El 25 de agosto de 2015, el club se retiró de la liga luego de repetidas acusaciones de amaño de partidos. Los partidos jugados hasta la fecha se mantuvieron, y los partidos restantes fueron dados como derrotas por 0-3.

### Tabla de resultados cruzados
| Local \ Visitante  | ATL | KLA | KRU | SIA | SPY | STU | SUD | TRA | UTE | ZAL |
| ------------------ | --- | --- | --- | --- | --- | --- | --- | --- | --- | --- |
| Atlantas           | —   | 0–1 | 3–1 | 5–0 | 2–0 | 2–0 | 0–1 | 5–1 | 1–1 | 4–2 |
| Klaipėdos Granitas | 1–2 | —   | 0–3 | 2–2 | 1–1 | 1–5 | 1–2 | 2–4 | 2–1 | 0–2 |
| Kruoja             | 1–2 | 1–1 | —   | 2–2 | 1–2 |     | 1–3 | 0–2 | 1–0 | 2–2 |
| Šiaulių            | 0–0 | 0–0 | 1–0 | —   | 1–2 | 1–1 | 0–3 | 3–1 | 0–2 | 1–6 |
| Spyris             | 1–0 | 2–1 | 0–2 | 2–1 | —   | 1–4 | 2–1 | 0–3 | 2–1 | 0–1 |
| Stumbras           | 2–2 | 1–1 | 2–0 | 3–1 | 2–4 | —   | 0–2 | 2–3 | 0–1 | 0–4 |
| Sūduva             | 1–1 | 3–1 | 3–0 | 6–0 | 5–1 | 1–1 | —   | 0–1 | 0–1 | 1–2 |
| Trakai             | 2–0 | 5–0 | 1–1 | 4–0 | 2–0 | 3–1 | 4–1 | —   | 5–1 | 2–1 |
| Utenis             | 1–2 | 1–3 | 0–0 | 1–0 | 2–3 | 1–1 | 1–1 | 1–0 | —   | 0–2 |
| Žalgiris           | 2–0 | 6–0 | 3–0 | 3–2 | 4–0 | 4–1 | 2–0 | 1–2 | 2–0 | —   |

| Local \ Visitante  | ATL | KLA | KRU | SIA | SPY | STU | SUD | TRA | UTE | ZAL |
| ------------------ | --- | --- | --- | --- | --- | --- | --- | --- | --- | --- |
| Atlantas           | —   | 1–1 | 3–0 | 4–1 | 2–1 | 4–1 | 2–1 | 1–0 | 1–0 | 0–1 |
| Klaipėdos Granitas | 1–5 | —   | 2–0 | 4–1 | 2–2 | 0–3 | 1–8 | 1–4 | 1–2 | 1–2 |
| Kruoja             | 0–3 | 0–3 | —   | 2–3 | 0–3 | 0–3 | 1–2 | 0–3 | 2–1 | 2–2 |
| Šiaulių            | 0–2 | 3–0 | 3–0 | —   | 1–2 | 1–2 | 0–2 | 2–4 | 0–2 | 1–4 |
| Spyris             | 1–1 | 4–1 | 1–1 | 3–2 | —   | 1–1 | 0–1 | 1–5 | 1–1 | 2–4 |
| Stumbras           | 0–2 | 1–1 | 3–0 | 3–2 | 1–0 | —   | 0–4 | 0–5 | 3–1 | 1–7 |
| Sūduva             | 3–1 | 1–0 | 3–0 | 5–0 | 5–1 | 3–0 | —   | 0–1 | 3–0 | 1–3 |
| Trakai             | 5–1 | 3–0 | 0–0 | 4–0 | 5–0 | 3–1 | 2–0 | —   | 2–1 | 0–2 |
| Utenis             | 0–0 | 0–0 | 3–0 | 3–2 | 4–1 | 3–1 | 0–0 | 1–1 | —   | 0–3 |
| Žalgiris           | 0–1 | 2–0 | 3–0 | 5–0 | 3–0 | 4–0 | 3–0 | 3–0 | 4–3 | —   |

## Goleadores
Detalle de los máximos goleadores de la A Lyga de acuerdo con los datos oficiales de la Federación Lituana de Fútbol.
- Datos oficiales según la Página web oficial y UEFA.com[4]

| Pos. | Jugador             | Club     | Goles |
| ---- | ------------------- | -------- | ----- |
| 1    | Tomas Radzinevičius | Sūduva   | 28    |
| 2    | David Arshakyan     | Trakai   | 25    |
| 3    | Andrey Panyukov     | Atlantas | 20    |
| 4    | Artūras Rimkevičius | Stumbras | 20    |
| 5    | Darvydas Šernas     | Žalgiris | 17    |
| 6    | Linas Pilibaitis    | Žalgiris | 16    |
| 7    | Andrius Velička     | Spyris   | 12    |